# Institut for Fysik, Kemi og Farmaci
Institut for Fysik, Kemi og Farmaci (forkortet FKF) er et institut under Det Naturvidenskabelige Fakultet ved Syddansk Universitet i Odense. Instituttet blev dannet 1. januar 2007 ved en sammenlægning af de to tidligere institutter Fysisk Institut og Kemisk Institut.
Instituttet er underopdelt i sektionerne for hhv. fysik, samt kemi og farmaci. Der er ca. 200 ansatte til ca. 600 ansatte. Institutleder er Frants Roager Lauritsen.
Arbejdsområderne er på tværs af kemi, fysik og biologi, via forskningsområder som medicinalkemi og nanobiovidenskab. Der forskes bl.a. i modificeret DNA, samt i biomembranfysik. Derudover arbejdes der med kemiske og fysiske metoder til efterligning af fundamentale livsprocesser.

## Uddannelser
| Bachelor - Astronomi - Fysik - Farmaci - Kemi | Kandidat - Fysik - Farmaci - Kemi - Medicinalkemi |